# Elijah Motonei Manangoi
Elijah Motonei Manangoi, född 5 januari 1993, är en kenyansk friidrottare som blev världsmästare på 1 500 meter löpning vid världsmästerskapen i friidrott 2017.
Manangoi deltog vid olympiska sommarspelen 2016.

### Fotnoter
1. ↑  ”Athlete profile Elijah Motonei Manangoi”. iaaf.org. IAAF. https://www.iaaf.org/athletes/kenya/elijah-motonei-manangoi-292900. Läst 13 augusti 2017.
2. ↑  "IAAF WORLD CHAMPIONSHIPS LONDON 2017 - 1 500 METRES MEN". Läst 13 augusti 2017. (engelska)
3. ↑  Olympic.org - Elijah Motonei Manangoi